# Мидлтон (Ајдахо)
Мидлтон (енгл. Middleton) град је у америчкој савезној држави Ајдахо.

## Демографија
По попису из 2010. године број становника је 5.524, што је 2.546 (85,5%) становника више него 2000. године.
| Група             | 2000.         | 2010.         |
| Белци             | 2.564 (86,1%) | 4.785 (86,6%) |
| Афроамериканци    | 9 (0,3%)      | 15 (0,3%)     |
| Азијати           | 7 (0,2%)      | 28 (0,5%)     |
| Хиспаноамериканци | 304 (10,2%)   | 554 (10,0%)   |
| Укупно            | 2.978         | 5.524         |